# Le Cheval rouge
Ne doit pas être confondu avec le recueil de nouvelles Cavalerie rouge
Pour les articles homonymes, voir Cheval Rouge.
Le Cheval rouge (Il cavallo rosso) est un roman autobiographique écrit par Eugenio Corti.
Publié en 1983, il a connu un gros succès éditorial en Italie, qui se poursuit dans les décennies suivantes : en 2009, le livre en est à sa 24e édition.
Le roman décrit l'évolution d'une famille, les Riva, et de leurs proches de mai 1940 jusqu'en 1974.

## Intrigue

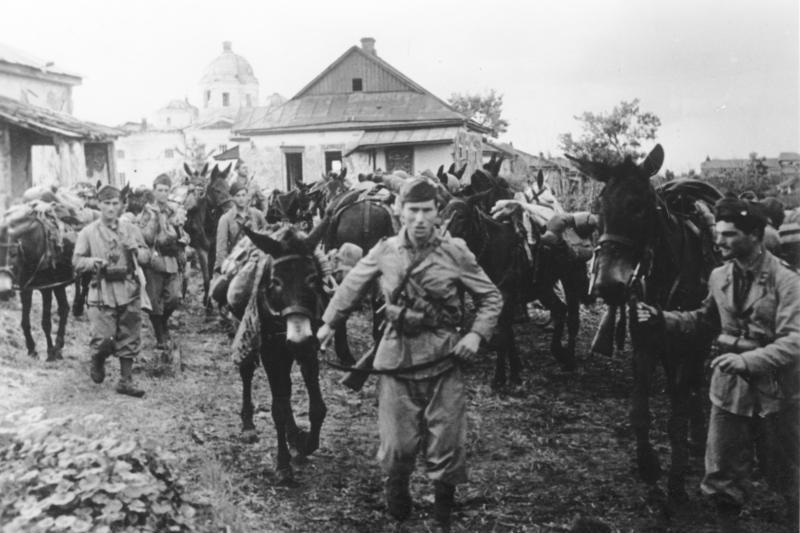
Soldats du Corps expéditionnaire italien sur le front de l'Est en 1942

Le livre est une trilogie aux titres tirés de l'Apocalypse:
1. Le Cheval rouge, qui donne le titre au roman et raconte l'histoire de la première partie de la guerre (années 1940-1943); Le cheval rouge symbolise la guerre : « Quand il ouvrit le second sceau, j'entendis le second être vivant crier: "Viens". Et il sortit un autre cheval, roux. Celui qui le montait reçut le pouvoir d'enlever la paix de la terre, afin que les hommes s'égorgeassent les uns les autres ; et une grande épée lui fut donnée. » (Apocalypse 6: 3-4).
2. Le Cheval livide, qui raconte la deuxième partie de la guerre (1943-1945) avec toutes ses conséquences tragiques; Le cheval livide est le symbole de la faim (représenté dans le roman par l'histoire des lagers de Russie) et de la haine (représentée par le récit de la guerre civile). Cheval "vert" couleur de cadavre, il est un symbole de la mort : « Quand il ouvrit le quatrième sceau, j'entendis la voix du quatrième être vivant qui disait, "Viens". Je regardai, et voici, parut un cheval d'une couleur pâle. Celui qui le montait se nommait la mort, et le séjour des morts l'accompagnait. Le pouvoir leur fut donné sur le quart de la terre, pour faire périr les hommes par l'épée, par la famine, par la mortalité, et par les bêtes sauvages de la terre. » (Apocalypse 6: 7-8).
3. L'Arbre de vie, qui raconte l'histoire de la reprise de la vie quotidienne après le conflit, en allant jusqu'aux début des années 1970, secouée par les troubles civils communistes, le développement de la toxicomanie, etc. L'arbre de vie, enfin, est le symbole de renouveau de la vie, après la tragédie humaine. Dans l'Apocalypse, l'arbre de vie symbolise le bonheur de la vie éternelle: « Et il me montra un fleuve d'eau de la vie, limpide comme du cristal, qui sortait du trône de Dieu et de l'agneau. Au milieu de la place de la ville et sur les deux bords du fleuve, il y avait un arbre de vie, produisant douze fois des fruits, rendant son fruit chaque mois, et dont les feuilles servaient à la guérison des nations. » (Apocalypse 22: 1-2).

Les histoires personnelles, notamment les liaisons sentimentales, se mêlent ou alternent avec la grande histoire (la participation des Italiens au front russe, le développement des partisans, la libération, le boom économique de l'après-guerre) et sont l'occasion de développer, généralement par l'intermédiaire des personnages de Manno et Ambrogio, une réflexion globale, fortement marquée par la pensée démocrate-chrétienne, sur l'Europe et une mise en garde contre les totalitarismes, nazisme et communisme confondus.

## Personnages
- Les Riva: une famille de petits industriels chrétiens de la région de Brianza
  - Ambrogio est le personnage le plus présent. On le suit lors de la campagne de Russie, alors qu’il sert dans l'artillerie (tout comme l'auteur), puis la retraite extrêmement éprouvante des divisions italiennes Julia, Cuneense, Tridentina et Vicenza encerclées par l'armée rouge en décembre 1942-janvier 1943. Il est l'un des rescapés de cette retraite, et sera rapatrié et soigné par la suite. Il s'engage en politique pour contrer l'influence du PCI dans son village de Nomana, puis reprendra les usines de son père.
  - Manno, le cousin, l'idéaliste qui analyse l'histoire et les événements quotidiens selon une lecture symbolique chrétienne; il part combattre en Libye, puis échappe sur une chaloupe à l'offensive alliée. Rentré en Italie, il décide de lutter contre la désagrégation morale de son pays: il est affecté en Grèce où il révèle ses talents de meneur d'hommes, puis se porte volontaire pour créer l'un des premiers détachements italiens du corps expéditionnaire allié et meurt lors d'un des assauts de la bataille du mont Cassin. Sa famille ne sera avertie que plusieurs années plus tard, à la libération, quand un officier leur remettra les lettres qu'il lui avait écrites.
  - Pino, le petit frère, qui s'engage parmi les partisans et se fait remarquer par sa naïveté
  - Alma, la sœur
  - Francesca, la sœur
  - Leur père

- Autres personnages:
  - Michele Tintori, issu d'une famille pauvre, brillant dans ses études, il décide de devenir écrivain et, au moment de la guerre, se porte volontaire sur le front russe pour pouvoir témoigner du monde soviétique qui le fascine. Il est fait prisonnier par les Russes et passe par de multiples épreuves, notamment celle du camp de Krinovaïa où les prisonniers laissés sans nourriture se livrent au cannibalisme, et parvient au fil des ans à comprendre l'ampleur du phénomène concentrationnaire soviétique (de ce point de vue, il y a une forte assimilation de l'auteur à ce personnage de témoin). À son retour, il se fiance à l'une des sœurs Riva, Alma.
  - Stefano, mort sur le front russe alors qu'il venait de retrouver Ambrogio
  - Giustina, sa sœur
  - Colomba: une jeune voisine qui s'éprend de Manno et qu'Ambrogio n'osera pas épouser
  - Fanny: une camarade d'université d'Ambrogio, qui soignera celui-ci dans les sanatoriums pour militaires et qui l'épousera
  - Pierello: travailleur en Allemagne, il participe à la retraite des civils depuis Königsberg jusqu'en Poméranie et peut témoigner de la violence des troupes soviétiques envers les femmes.
  - Sep, ancien compagnon de Pino Riva, il trahit son groupe de partisans pour s'engager chez les partisans communistes. Son cousin Tito aura, par contraste, l'expérience des camps soviétiques.

Le roman adopte le point de vue d'un personnage (tout en conservant une narration à la 3e personne) sur un ou plusieurs chapitres, puis change pour un autre personnage. En plus de cette demi-douzaine de points de vue de personnages masculins, l'auteur a recours, rarement, au point de vue des personnages féminins et au point de vue des ennemis: la guerre est vue du point de vue de deux soldats soviétiques durant deux chapitres, ou à travers le prisme d'un fasciste tortionnaire sur un chapitre.
À l'occasion, l'auteur se permet des interpolations au moyen de parenthèses qui prédisent ce qui arrivera, émettent un jugement moral ou mettent en perspective les événements décrits grâce aux chiffres connus après la seconde guerre mondiale.

## Cadre spatial
Le roman est centré sur le village de Nomana dans la Brianza. Simple lieu de passage des membres de la famille Riva, de leurs voisins et proches, entre deux épisodes de front où la Russie tient une place importante, Nomana prend dans la deuxième et la troisième partie du roman une importance nodale.

## Extraits
(à propos du viol des femmes allemandes pendant la contre-offensive soviétique)
Il n'avait qu'une idée confuse de la somme des crimes horribles perpétrés par les Allemands en Russie (Les Allemands aussi n'étaient plus ceux du Kaiser), et il ignorait en outre tout à fait l'incessante propagande de haine dont la tête de tout simple soldat russe était farcie jour après jour. Il s'agissait d'une humanité terriblement souffrante, contrainte depuis toujours à la misère, et, dans les dernières décennies, bastonnée et massacrée par ses patrons communistes, puis encore plus durement massacrée par les envahisseurs nazis. Et maintenant, non seulement elle pouvait se défouler, mais elle était, de propos délibéré, invitée à le faire sur la population ennemie. Si bien que les personnes normales, et même pacifiques, qui parmi les Russes sont la majorité, ne pouvaient retenir les minorités littéralement possédées.
(Possédées, c'est le mot: parce que c'est dans des situations comme celle-là que l'ennemi de l'homme, - qui se niche dans l'homme - a plus que jamais la possibilité d'agir. Le fait est, simplement, qu'il y avait, livrés sans défense, des êtres humains non protégés par la loi, qu'on pouvait tuer et torturer à plaisir. Nous tendons à l'oublier, mais pour ce seul fait: c'est bien parce qu'elles étaient sans défense que, dans les derniers siècles, les populations indigènes d'au moins trois continents ont été pratiquement exterminées par nos minorités possédées. Nous ne prétendons pas affirmer qu'il n'y a que les possédés qui tuent: tant d'autres le font aussi, malheureusement. Mais tuer à la moindre occasion, ne pas cesser de tuer, d'exterminer, seuls le font les possédés: lesquels tuent pour le plaisir - peut-être pas tant le leur que celui du démon qui est en eux - de tuer. Et ceux-là sont présents dans n'importe quel peuple: gare à ne pas leur laisser le champ libre!) (p699)

## Critique
- Cornelio Fabro: "Le Cheval rouge est le roman de la passion d'une humanité chrétienne, qui n'a rien de prométhéen; toutes les classes sociales apparaissent dans ce poème spirituel: les humbles et les gens haut placés, des ouvriers et des entrepreneurs, des soldats et des officiers"[1]

## Éditions
- Il cavallo rosso paraît en 1983 aux éditions Ares: « Les grands éditeurs se dérobent. Moins effrayés par la "démesure" de ce livre, d'ailleurs imposée par l'ampleur des perspectives, qu'embarrassés par son profond anticonformisme culturel et littéraire: par sa dimension de témoignage irrécusable, par sa composante "prophétique", Le Cheval rouge heurte de front nombre de "vérités officielles" et de préjugés idéologiques de l'intelligentsia italienne (...) Bref, la culture italienne, encore largement influencée par un marxisme plus ou moins délayé, réserve à Eugenio Corti - toute proportion gardée -, le même sort qu'elle assigne à Soljénitsyne : défiance, silence - dans toute la mesure du possible-, des traductions tardives. Le Cheval rouge paraît enfin, en mai 1983, chez Ares, une petite maison d'édition de Milan, dont le catalogue s'ouvre pour la première fois à la littérature romanesque »[2]
- Il est traduit en français par Françoise Lantieri sous le titre Le cheval rouge, L'Âge d'Homme, 1996, 1088 p. (ISBN 978-2-8251-0636-5, lire en ligne)